# Piet van de Pol

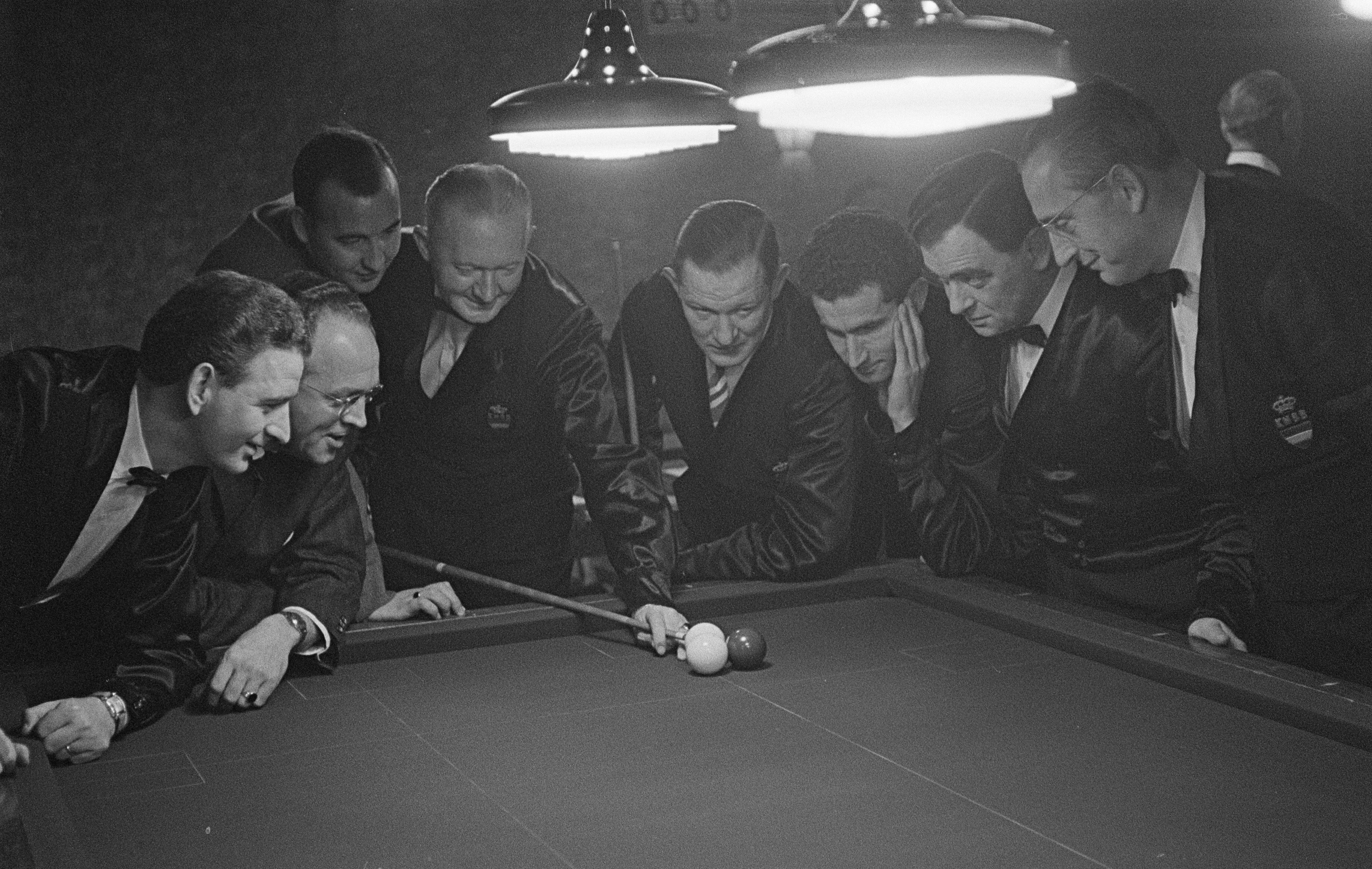
Van de Pol (mit Queue) mit anderen Spielern bei der niederländischen Cadre-47/2-Meisterschaft 1959

Pieter „Piet“ Jacobus van de Pol (* 21. September 1907 in Charlois (Rotterdam); † 22. September 1996 in Rockanje), wegen seiner Statur auch Der Lange genannt, war ein niederländischer Karambolagespieler und mehrfacher Welt- und Europameister.

## Karriere
Mit 7 Jahren begann der Sohn eines Kaffeesieders mit dem Billardspiel an. Der fast 2 Meter große van de Pol unterrichtete Billard in der Bar seines Vaters in Charlois/Rotterdam. Er war ein Naturtalent und mit dreizehn war er Mitglied in der Billardvereinigung De Spiel. Später zog er nach De Maasstad und fand bald seine Liebe für das Cadre-Spiel.
Bei seinen Teilnahmen 1932 und 1933 an der niederländischen Meisterschaft, gewann er in beiden Jahren den Titel, dies war der Anfang seiner erfolgreichen Karriere. Seinen ersten Weltmeistertitel errang er erst im Alter von 34 Jahren 1947, es folgten zwei Europameistertitel und mehrere Titel bei den niederländischen Meisterschaften. 1951 wurde er Weltmeister in Buenos Aires, wo er ein Treffen mit Evita Perón hatte.
1958 stellte bei der 47/2-Europameisterschaft in Gent gegen den Spanier José Gálvez einen neuen Serienrekord von 400 Punkten in Folge auf. Bedeutend wird dieser Rekord vor allem durch die Tatsache, dass bei dem Turnier noch mit Elfenbeinbällen gespielt wurde.
Neben Billard war van de Pol überzeugter Feyenoord-Fan und Catering-Unternehmer. Er besaß Billardgeschäfte in der Tidemanstraat (⊙), Ammanstraat (⊙) und an der Goudsesingel (⊙).
Im Jahr 1961 zog van de Pol nach Rockanje (⊙), südwestlich von Rotterdam. 1967 hörte er mit dem professionellen Billardspiel auf. Er verstarb einen Tag nach seinem 89. Geburtstag 1996.

## Ehrungen
Er war Ehrenmitglied des Koninklijke Nederlandse Biljartbond (KNBB) und wurde zum Ritter des Orden von Oranien-Nassau ernannt.

## Trivia
- Auf dem Boulevard des Deiches in Schiedam hinterließ Piet seine Handabdrücke in einer Fliese der „Hall of Fame“.
- In Zeddam trägt ein Billardverein seinen Namen.

## Erfolge
- Cadre-47/2-Weltmeisterschaft:  1947, 1949  1962
- Freie-Partie-Weltmeisterschaft:  1949
- Cadre-71/2-Europameisterschaft:  1947, 1948, 1951, 1956  1949, 1950, 1952, 1953
- Cadre-47/2-Europameisterschaft:  1947, 1951  1948, 1950, 1952  949, 1958
- Cadre-47/1-Europameisterschaft:  1953  1948
- Niederländische Meisterschaft (verschiedene Disziplinen): 38×

Quellen: